# San Miguel (Új-Mexikó)
San Miguel statisztikai település az Amerikai Egyesült Államok Új-Mexikó államában, Doña Ana megyében. Lakosainak száma 975 fő (2020. április 1.).

## Népesség
A település népességének változása:

| 2010 | 1 153 |
| 2020 | 975   |